# Yes Girl
Yes Girl è un singolo della cantante statunitense Bea Miller, pubblicato il 20 maggio 2016 dalla Hollywood Records.